# Gérard Pansanel
 (janvier 2019).
Si vous disposez d'ouvrages ou d'articles de référence ou si vous connaissez des sites web de qualité traitant du thème abordé ici, merci de compléter l'article en donnant les références utiles à sa vérifiabilité et en les liant à la section « Notes et références ».
 (janvier 2019).
Gérard Pansanel est un guitariste de jazz français, né le 29 février 1952 à Montpellier.

## Biographie
Musicien autodidacte, élevé dans les salles de cinéma où travaillaient ses parents à Montpellier, il a commencé à jouer en 1968 avec des groupes de rhythm and blues, de rock, et d'orchestres de danse, tout en s'investissant dans les rencontres jazz et musiques d'Occitanie avec Michel Marre. Il commence à jouer sur la scène jazz en 1975 à Paris avec des musiciens comme le batteur Aldo Romano, le pianiste Jean-Claude Naimro, le bassiste Bob Brault, et le multi-instrumentiste Bernard Lubat. Jusqu'en 1978, il enregistre en studio avec Michel Fugain et sa troupe le Big Bazar, et les accompagne en tournées en Europe et au Canada.
En 1981 et 1982, il réside à Los Angeles où il perfectionne son jeu avec les guitaristes Joe Diorio, Pat Martino, Robben Ford et John Abercrombie.
Son premier album en leader, Calypso, est enregistré en 1984 avec Aldo Romano, Doudou Gouirand, Antonello Salis et Michel Benita. Il participe à l'album, Forgotten Tales en 1987 avec Don Cherry et Doudou Gouirand, et se produit en 1988 au Festival de Paris avec Neneh Cherry. Il part en tournée l'année suivante avec Enrico Rava.
De 1989 à 1991, Gérard Pansanel intègre l'Orchestre national de jazz de Claude Barthélemy. Tournées au Japon, Moyen-Orient, Europe de l'Est. Par la suite, il se produit sur un grand nombre de scènes françaises et internationales, notamment avec ses projets Nino Rota / Fellini et Cinema Paradiso avec (Doudou Gouirand, le Cross Channel Band (Kevin Davy, Sylvan Richardson, Mike Wilson) et le projet Beatles Stories en duo avec Antonello Salis en Italie, en Europe et au Cap Vert.
En 1997, il compose la musique du film Conte d'automne d'Éric Rohmer, et crée pour le Festival d'art sacré de Paris le spectacle Au-delà des Sierras avec Antonello Salis et Claudi Marti, avec qui il collabore régulièrement comme producteur, arrangeur, compositeur et guitariste depuis 1980.
D'autres créations ont vu le jour : Chaplin Musics, Repérages, Négociations secrètes, Transalpino Project (2002), Toreros de salon (théâtre et musique sur des textes de Camilo José Cela) en 2002, et Resistencias en 2010, un projet autour des chants de résistance des pays méditerranéens avec Claudi Marti.
Ces dernières années, Gérard Pansanel s'est notamment produit avec Antonello Salis, Lester Bowie, Enrico Rava, Aldo Romano, Dino Saluzzi, Paolo Fresu, Archie Shepp, Michel Portal, André Minvielle, Michel Marre, Lionel Suarez, Michel Godard, Henri Texier, Gérard Marais, Jean-Marc Padovani, Billy Hart, Claudi Marti, mais aussi Phil Manzanera, Émilie Simon, Pascal Comelade et le Général Alcazar.

## Discographie
- 2010 : Montpellier avec Pascal Comelade et Pep Pascual (Al Sur-Codaex)
- 2010 : Future Early Years avec Arild Andersen et Patrice Héral (Nord Sud-Codaex)
- 2006 : Electrizzante avec André Minvielle, Antonello Salis, Lionel Suarez et Patrice Héral (Nord Sud-Codaex)[1]
- 2001 : Orchestra Frizzante avec Claude Barthélémy, Patrick Vaillant, Fethi Tabet, Régis Huby, Frédéric Monino et Joël Allouche (Nord Sud–Nocturne)
- 1996 : Navigators avec Paolo Fresu, Antonello Salis, Furio Di Castri et Joël Allouche (Deux Z–Harmonia Mundi)
- 1995 : Nino Rota… Fellini avec Doudou Gouirand, Antonello Salis, Michel Marre, Yves Robert, Michel Godard, Jean-Jacques Avenel et Joël Allouche (Deux Z–Harmonia Mundi)
- 1992 : Voices avec Enrico Rava, Antonello Salis, Michel Bénita et Aldo Romano (Owl Records–Melody)
- 1991 : Beatles Stories avec Antonello Salis (52e rue–Média 7)
- 1987 : Cinecittà avec Antonello Salis (Bleu citron–OMD)
- 1984 : Calypso avec Doudou Gouirand, Antonello Salis, Michel Bénita et Aldo Romano (Owl Records–Harmonia Mundi)

Comme accompagnateur (sélection) :
- Avec Doudou Gouirand : Forgotten Tales, Les racines du Ciel
- Avec Claudi Marti : Brassens en Oc (2010), Tolosa (Al Sur/Codaex, 2008), Ço Milhor (Nord Sud, 2006), El jinete (Nord Sud, 2002), Et pourtant elle tourne... (Revolum, 1992), Monta Vida (Ventador, 1980).
- Avec Jean-Marc Padovani : Out, Tribute to Eric Dolphy (Deux Z, 2003).
- Avec Denis Fournier : Le réveil du Créole (52e Rue Est, 1985).
- Avec l'ONJ Barthélemy : Claire (1990) et Jack-line (1991) (Label Bleu)